# Llandudno
Pour les articles homonymes, voir Conwy.

Llandudno est une ville et une communauté du nord du pays de Galles, située dans le county borough du Conwy, au bord de la mer. Depuis le XIXe siècle, elle est connue pour être un centre touristique important, qui doit aussi sa réputation à la proximité de la ville de Conwy, qui est un centre historique. Elle a aussi été une station balnéaire depuis le XIXe siècle.
En 2012, une étude lui a attribué la première place d'une liste des villes galloises où la vie est la plus agréable.
Son nom est resté célèbre dans l'histoire politique britannique car ses vastes ressources hôtelières lui ont permis d'héberger en octobre 1948 le congrès annuel du Parti conservateur, au cours duquel Winston Churchill a prononcé son fameux "discours de Llandudno", qui définit les "trois cercles" qui se recoupent au Royaume-Uni : le Commonwealth, les États-Unis et l'Europe - dans cet ordre qui fait d'elle la bonne dernière de ses priorités.

## Tourisme
- Llandudno Pier : 700 m de longueur.
- Cap de Great Orme, avec ses mines de cuivre préhistoriques.
- Great Orme Tramway (en) mis en service en 1902, dernier tramway à traction par câble britannique.

## Jumelages
- Wormhout (France)
- Champéry (Suisse)